# Knut Ansgar Nelson
Knut Ansgar Nelson (1. oktober 1906 - 31. marts 1990) var en danskfødt konvertit til romersk katolicisme, der var biskop i Stockholm fra 1957 til 1962.

## Liv
Nelson blev født i 1906 i Frederiksværk, Danmark, men rejste til USA i 1925.  Han blev katolik, mens han arbejdede i Salem, Massachusetts og studerede middelalderkunst. I maj 1931 trådte han ind i Portsmouth Priory, Rhode Island, hvor han afgav højtideligt løfte i 1935.  Han blev ordineret til præst den 22. maj 1937.
I sine tidlige år i klosteret underviste han i oldtidskundskab i den daværende Portsmouth Priory School. Efter sin pensionering gav han filosofiseminarer til novicer og til de snart færdige studerende på skolen.
Den 11. august 1947 blev han udnævnt som koadjutor i Sveriges Apostoliske vikariat, som titulær biskop af Bilta (Tunesien). Han blev den 8. september samme år, ved en ceremoni i Cathedral of Saints Peter and Paul i Providence, Rhode Island, indviet som biskop af Amleto Giovanni Cicognani, nuntius for USA.
I 1951 besøgte han Duane Garrison Hunt i Salt Lake City, og ved den lejlighed blev han interviewet om indflydelsen af sovjetisk politik på kristendommens tilstand i Skandinavien.
Da Stockholm blev et uafhængigt bispedømme i 1953, blev Nelson biskoppelig koadjutor. Han besteg bispedømmet den 1. oktober 1957 og forlod stillingen den 2. juli 1962. Efter sin pensionering var han kapellan for nonner i Schweiz i fem år, før han vendte tilbage til Portsmouth Abbey.
Efter sin pensionering var han titulærbiskop af Dura.
Nelson døde i Newport Hospital, Newport, Rhode Island den 31. marts 1990.

## Erindring
I 1996 blev der oprettet et stipendium ved Portsmouth Abbey School ved navn "Bishop Ansgar Nelson OSB Memorial Fund".

## Eksterne links
- Catholic-Hierarchy.org .